# علي حيدر قيطان
علي حيدر قيطان (26 مارس 1952 - 18 نوفمبر 2021)، المعروف أيضًا باسم فؤاد  كان أحد مؤسسي حزب العمال الكردستاني (PKK) وعضوًا في المجلس التنفيذي لاتحاد المجتمعات الكردستانية .